# 고질라: 행성포식자
《고질라: 행성포식자》(GODZILLA 星を喰う者, Godzilla: The Planet Eater 또는 Godzilla Part 3: The Planet Eater)는 일본에서 제작된 세시타 히로유키 감독의 2018년 SF, 애니메이션 영화이다. 미야노 마모루 등이 주연으로 출연하였다.

## 출연

### 주연
- 미야노 마모루
- 사쿠라이 타카히로
- 하나자와 카나
- 스기타 토모카즈